# J. Ernest Mangnall
James Ernest Mangnall (n. 1866, Bolton, Lancashire — d. 13 ianuarie 1932) a fost un antrenor de fotbal englez. Este singurul antrenor din istorie care a antrenat atât clubul Manchester United FC, cât și clubul Manchester City F.C..